# Madonna (Edvard Munch)
Madonna is een schilderij van de Noorse expressionist Edvard Munch. Munch maakte tussen 1894 en 1895 vijf versies in olieverf op doek van de Madonna. Het hier besproken werk meet als enige 91×70,5 cm. Ook bestaat er een aantal versies in diverse technieken op papier.
Het schilderij, dat toebehoort aan het Munchmuseum van Oslo, werd in 2004 gestolen en twee jaar later teruggevonden. Een ander doek is eigendom van zakenman Nelson Blitz.

## Afbeelding
Hoewel het een hoogst ongebruikelijke voorstelling is, is dit een schilderij van Maria, de moeder van Jezus. Tot de 20e eeuw werd Maria in hoge kunst meestal voorgesteld als een reine, rijpe vrouw. De gebruikelijke gouden halo van Maria is vervangen door een rode aureool, die liefde en pijn symboliseert. Zelfs in deze ongewone pose belichaamt ze enkele van de belangrijkste elementen van de canonieke voorstellingen van de Heilige Maagd: ze heeft een rust en een kalm vertrouwen over zich. Haar ogen zijn gesloten, ten teken van bescheidenheid, maar ze is tegelijkertijd van boven verlicht, haar lichaam daarentegen is weggedraaid van het licht om het minder op te vangen, terwijl haar gesloten ogen het juist wel opvangen. Deze elementen wijzen op aspecten van de conventionele voorstellingen van de Annunciatie. Dagny Juel-Przybyszewska stond model voor de Madonna.

## Diefstal
Op zondag 22 augustus 2004 werden de Madonna en een versie van De Schreeuw gestolen uit het Munchmuseum door gemaskerde mannen, zwaaiende met vuurwapens. De overvallers dwongen de bewakers van het museum te gaan liggen op de grond terwijl ze de beveiligingskabel verbraken, de schilderijen aan de muur meenamen en ontsnapten in een zwarte Audi A6 stationwagon, die de politie later terugvond.
Beide schilderijen werden teruggevonden door de politie in Oslo op 31 augustus 2006. De volgende dag zei Ingebjørg Ydstie, directeur van het Munchmuseum, dat de toestand van de schilderijen veel beter was dan verwacht en dat de schade, met inbegrip van een 2,5 cm gat in de Madonna, gerepareerd kon worden.